# Gmina Osie
Die Gmina Osie ist eine Landgemeinde im Powiat Świecki der Woiwodschaft Kujawien-Pommern in Polen.  Ihr Sitz ist das gleichnamige Dorf (deutsch Osche) mit etwa 2850 Einwohnern.

## Geographische Lage
Die Gemeinde grenzt im Norden an die Woiwodschaft Pommern. Sie liegt etwa zehn Kilometer nördlich der Kreisstadt Świecie (Schwetz) und rund 100 km südlich der Großstadt Danzig.

## Geschichte

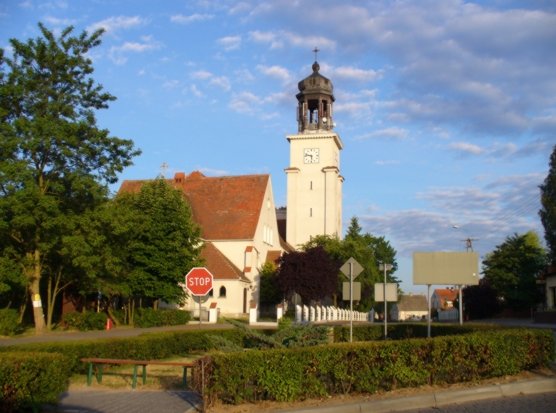
Dorfkirche (Aufnahme 2008)

Das Dorf Osche gehörte bis zum Ende des Ersten Weltkriegs zum westpreußischen Landkreis Schwetz und musste 1920 aufgrund der Bestimmungen des Versailler Vertrags zusammen mit dem Kreisgebiet zum Zweck der Einrichtung des Polnischen Korridors vom Deutschen Reich an die Zweite Polnische Republik abgetreten werden. Die Ortschaft gehörte politisch von 1939 bis 1945 zum Landkreis Schwetz (Weichsel), Reichsgau Danzig-Westpreußen im Regierungsbezirk Marienwerder.
Von 1975 bis 1998 gehörte die Gemeinde administrativ zur Woiwodschaft Bydgoszcz. Landschaftlich ist sie durch die Tucheler Heide geprägt.

## Gliederung
Zur Landgemeinde Osie gehören folgende Ortschaften:
| polnischer Name | deutscher Name (bis 1920 und 1939–1945) |
| --------------- | --------------------------------------- |
| Brzeziny        | Bresin                                  |
| Jaszcz          | Jaszcz (1942–45 Bresinhof)              |
| Łążek           | Lonsk (1942–45 Lenzwiesen)              |
| Miedzno         | Miedzno (1942–45 Imschen)               |
| Nowa Rzeka      | Neufließ                                |
| Osie            | Osche                                   |
| Pruskie         | Pruski (1942–45 Rischkendorf)           |
| Radańska        | Radanska                                |
| Spławie         | Splawie (1942–45 Plauenkammer)          |
| Stara Rzeka     | Altfließ                                |
| Tleń            | Klingermühle                            |
| Wałkowiska      | Bresinermangel                          |
| Wierzchy        | Wiersch                                 |
| Wygoda          | Wigodda                                 |
| Źur             | Sauermühle                              |